# Spodoptera kaolina
Spodoptera kaolina là một loài bướm đêm trong họ Noctuidae.